# Веткал, Мартин
Ма́ртин Ве́ткал (эст. Martin Vetkal; родился 21 февраля 2004, Таллин) — эстонский футболист, полузащитник нидерландского клуба «Дордрехт» и сборной Эстонии.

## Клубная карьера
Мартин начал играть в футбол в молодёжной команде клуба «Пюсивус Кохила». С 2012 года играл в составе футбольной академии клуба «Таллин Калев». 21 июня 2019 года дебютировал в основном составе «Калева» в матче эстонской Мейстрилиги против «Флоры». 9 ноября 2019 года забил свой первый гол на профессиональном уровне в матче против «Тулевика», став самым молодым автором гола в истории высшего дивизиона чемпионата Эстонии: на тот момент ему было 15 лет и 261 день.
В августе 2020 года перешёл в итальянскую «Рому», подписав с клубом трёхлетний контракт. Он будет выступать за молодёжную команду клуба.
18 июля 2025 года стал игроком нидерландского клуба «Дордрехт», подписав трёхлетний контракт до середины 2028 года. 8 августа дебютировал в Эрстедивизи в победном матче против «Камбюра» (1:0), выйдя в стартовом составе.

## Карьера в сборной
Выступал за сборные Эстонии младших возрастов. 13 октября 2023 года дебютировал в национальной сборной в матче против Азербайджана (0:2), заменив на 63-й минуте Маркуса Поома. 21 марта 2024 года в игре против Польши (1:5) забил свой первый гол за сборную.